# Daan van Golden
Daan van Golden (Rotterdam, 4 februari 1936 – Schiedam, 10 januari 2017) was een Nederlands kunstschilder bekend van de schilderijen, waarin hij de motieven en details van alledaagse afbeeldingen minutieus naschildert.
Zijn schilderijen zijn realistische weergaven van onderwerpen uit de massaproductie, maar kunnen net zo goedbeschouwd worden als abstracte kunst. In zijn werk zijn invloeden van popart, abstract expressionisme, minimalisme en conceptuele kunst terug te vinden.

## Biografie
Van Golden werd in 1936 op Katendrecht in Rotterdam geboren en werd aanvankelijk opgeleid als installateur op de technische school van 1948 tot 1950. Op zondag ontving hij schilderlessen van een jezuïet, die aan de school was verbonden. Van 1954 tot 1959 volgde hij de avondcursussen aan de Academie voor Beeldende Kunsten te Rotterdam, nu de Willem de Kooning Academie, op de afdeling schilderen. Hier volgde hij ook lessen grafische vormgeving en vormgeving. Overdag was hij werkzaam als etaleur bij De Bijenkorf.
Na zijn studie vestigde Van Golden zich in 1961 als zelfstandig kunstenaar in Schiedam. Hij maakte een groot aantal langere reizen, o.a. door de Verenigde Staten en Mexico en verbleef drie maanden in Parijs. Hij begon met actionpainting in een abstract-expressionistische stijl, maar na een studiereis naar Japan van oktober 1962 tot april 1965 sloeg hij een hele andere weg in. Tussen 1963 en 1975 maakte hij werk gebaseerd op vormen en motieven van inpakpapier, theedoeken, tafellakens en behang.
Daan van Golden was tot aan zijn dood in 2017 actief en bleef regelmatig lange reizen maken. Door zijn minutieuze manier van werken maakte hij gemiddeld slechts 3 à 4 schilderijen per jaar. Daarnaast maakte hij foto's en series zeefdrukken in verschillende kleuren. Hij exposeerde weinig en werd daarom beschouwd als een mysterieus kunstenaar. In 1997 werd Van Golden onderscheiden met de eerste Jordaan-van Heek Prijs. In 1999 vertegenwoordigde hij Nederland op de Biënnale van Venetië.
Veel van zijn werken zijn opgenomen in internationale collecties. In Nederland bezitten het Amsterdamse Stedelijk Museum, Rijksmuseum Amsterdam, Museum Boijmans Van Beuningen en het Haags Gemeentemuseum enkele werken van hem. Werk van Van Golden is ook opgenomen in de rijkscollectie (Rijksdienst voor het Cultureel Erfgoed).

## Werk

### Vroege periode
Daan van Golden hield zich aanvankelijk bezig met actionpainting en schilderde woeste werken met dik aangebrachte zwarte verf. In 1963 maakte hij een reis naar Japan. Daar kwam hij in contact met meditatie en besefte hij dat de menselijke geest rust kan vinden in het aandachtig kijken naar simpele vormen. Die simpele vormen kon je juist vinden in het alledaagse.
Bij terugkomst in Nederland begon Daan van Golden met het minutieus naschilderen van een stuk pakpapier om tot rust te komen. Dit schilderij was het begin van een reeks kunstwerken, gemaakt tussen 1963 en 1975, waarin simpele, alledaagse voorwerpen zoals zakdoeken, theedoeken, pakpapieren, behang, tafelkleden en ander decoratief materiaal tot in de allerkleinste details werden nageschilderd. Van Golden koos er bewust voor om licht en schaduw weg te laten waardoor alleen het vlakke tweedimensionale decoratiemotief overbleef.
Het resultaat was een keur aan abstracte schilderijen die slechts bestonden uit strakke horizontale en verticale lijnen, herhaalde patronen en egale kleurvlakken. Door de precieze manier waarop de werken geschilderd zijn, lijken ze wel machinaal gedrukt. Bij nadere inspectie echter toont de hand van de kunstenaar zich. Dat is de boodschap van Van Golden: slechts door lang en aandachtig te kijken naar een voorwerp, kan je de schoonheid en de persoonlijkheid ontwaren van voorwerpen die op het eerste gezicht saai lijken. Van Golden wilde het onpersoonlijke persoonlijk maken.
Door een afbeelding letterlijk in verf te kopiëren hoeft Van Golden nauwelijks na te denken bij het schilderen. In de repetitie van handelingen ontstaat volgens van Golden de hoogste vorm van meditatie.

### Latere periode
Na een periode van nageschilderde ruitmotieven ontstond een periode waarin Van Golden zich vooral bezighield met het kopiëren van krantenfoto's, affiches en reclames. Hierbij maakte hij ook gebruik van fotografie en zeefdruktechniek. Later in de jaren 80 ontdekte Van Golden dat er figuratieve elementen te zien waren in de overigens abstracte  drippings van Jackson Pollock. Zonder dat Pollock daar ooit zelf bij had stilgestaan, waren er soms - en met wat verbeeldingskracht -  in de verfspetters vreemde figuren te zien. Dit inspireerde Van Golden om een reeks schilderijen te maken waarin hij de silhouetten van verfdruppels minutieus naschilderde en daarmee vreemde figuren creëerde.
In de vroege jaren 90 stapte Van Golden over op het afbeelden van silhouetten van foto's en portretten. Zo schilderde hij het profiel van Mozart na. Van deze silhouetschilderijen maakte hij meestal meerdere versies. Het persoonlijke handschrift van de schilder maakt elk schilderij uniek, ondanks de compositorische overeenkomsten met andere schilderijen.

## Exposities, een selectie
- 1961 't Venster, Rotterdam
- 1961 Internationale Galerij Orez, Den Haag
- 1962 Galerie De Posthoorn, Den Haag
- 1966 Galerie Delta, Rotterdam
- 1966 Atelier 4, Stedelijk Museum, Amsterdam
- 1968 documenta 4, Kassel
- 1968 Junge Kunst aus Holland, Kunsthalle, Bern
- 1976 Reflektie en realiteit, reizende tentoonstelling
- 1978 Stedelijk Museum, Schiedam
- 1979 Art & Project, Amsterdam
- 1982 Museum Boijmans van Beuningen, Rotterdam
- 1987 Century '87, Amsterdam (Hortus Botanicus)
- 1991 7de Triennale, Lalit Kala Akademi, New Delhi
- 1991 De Kunst is geen wedstrijd, Arti et Amicitiae, Amsterdam[8]
- 1991 Stedelijk Museum Amsterdam[9]
- 1991 Reception for the artist. Galerie Bébert, Rotterdam.[10]
- 1999 Daan van Golden. The pencil of nature, Biënnale van Venetië, Nederlands paviljoen[11]
- 2014 GEM Den Haag
- 2025 Stedelijk Museum, Schiedam